# Marxen
Marxen – miejscowość i gmina położona w niemieckim kraju związkowym Dolna Saksonia, w powiecie Harburg, należy do gminy zbiorowej (niem. Samtgemeinde) Hanstedt.

## Położenie geograficzne
Marxen leży na skraju Pustaci Lüneburskiej ok. 40 km na południe od Hamburga. Jest gminą położoną w północnej części gminy zbiorowej Hanstedt. Od wschodu graniczy z gminą Brackel, od północy z gminą Seevetal, od zachodu z gminą Jesteburg i od południa z gminą Asendorf.

## Historia
Po raz pierwszy nazwa Marxen była wzmiankowana w 1239, kiedy to książę Albrecht I Askańczyk zapisuje kilka gospodarstw z Marxen w formie darowizny klasztorowi św. Jana w Walsrode.

## Dzielnice gminy
W skład gminy Marxen wchodzą następujące dzielnice: Marxen i Schmalenfelde.